# Bořivoj Ier de Bohême
Bořivoj Ier, né vers 855 et mort avant 889, fut le premier duc de Bohême issu de la dynastie des Přemyslides, le grand-père du saint Venceslas. Avec son épouse Ludmila, Bořivoj s'est fait baptiser. Selon les chroniques de Cosmas de Prague, il fonda les premières églises chrétiennes en Bohême et a posé les fondements du château de Prague sur la colline de Hradčany.

## Origine
La famille des Přemyslides tire ses origines de Přemysl, le laboureur mythique qui aurait été choisi comme époux par la princesse Libuše, reine également légendaire. Le duc Bořivoj Ier est le premier prince attesté de cette lignée. Il a peut-être grandi à la cour des Mojmirides en Grande-Moravie.

## Biographie
Au début Bořivoj Ier gouverne un petit État situé en Bohême occidentale centré autour du bourg de Levý Hradec. Sous le nom de Goriwei, il est fait mention dans les Annales de Fulda qu'en 872, il aide le roi de Grande-Moravie, Svatopluk Ier, lors d'une bataille contre les forces de Carloman de Bavière, fils du roi Louis II de Germanie. En échange, il reçoit les terres de Bohême-Centrale en fief. À cette époque, les Přemyslides étaient en concurrence avec de nombreux autres dynasties pour le pouvoir dans la région ; sous la domination de Bořivoj a commencé le processus de construction du duché de Bohême.

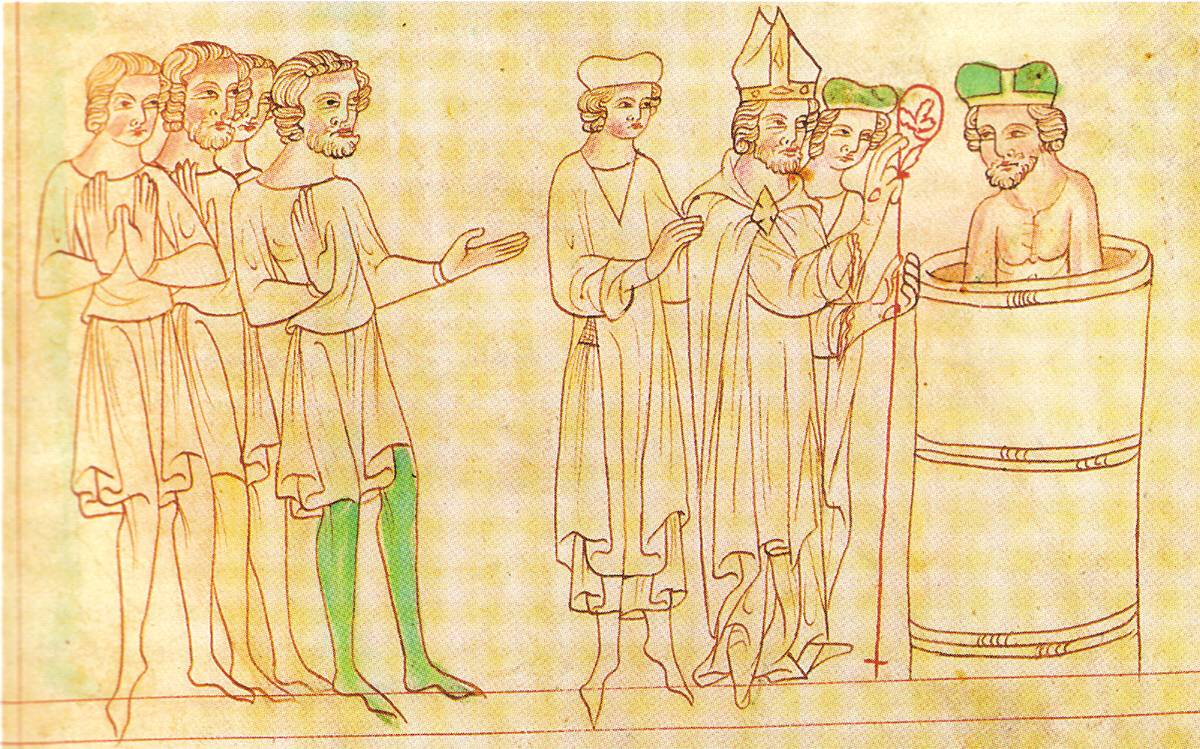
Le baptême de Bořivoj, Bible de Velislav (XIVe siècle).

Vers 883, Bořivoj Ier reçoit le baptême à la cour de Grande-Moravie à Velehrad des mains de saint Méthode, évêque de Sirmium. Le duc serait à l'origine de la construction par son prêtre Kaich de la première église en Bohême, une rotonde romane à Levý Hradec dediée à saint Clément, et de celle de Notre-Dame au château de Prague. Sous son règne, la foi chrétienne s'est étendue à l'ensemble du pays.
À la mort de Bořivoj, son fils aîné Spytihněv est encore un enfant et la Bohême revint sous la juridiction de la Grande-Moravie. Spytihněv profite de l’anarchie qui suit la mort de son suzerain Svatopluk Ier en 894 pour prendre le pouvoir et succéder à son père. 

## Mariage et descendance
Il épouse, en 874 ou 875, Ludmila, une princesse sorabe. D'après Cosmas de Prague, son père était Slavibor, seigneur de Pšov ; le mariage marque la fusion des deux tribus. De cette union naissent six enfants dont l'aîné Spytihněv en 875, suivent trois filles et deux garçons dont Vratislav en 888.

## Sources
- Francis Dvornik, Les Slaves histoire, civilisation de l'Antiquité aux débuts de l'Époque contemporaine, Paris, éditions du Seuil, 1970, 1196 p.
- Jörg K. Hoensch et Françoise Laroche (traduction), Histoire de la Bohême, Paris, Éditions Payot, 1995 (ISBN 2228889229), p. 37-40.
- Pavel Belina, Petr Cornej et Jiri Pokorny Histoire des Pays tchèques Points Histoire U 191 Éditions du Seuil, Paris (1995)  (ISBN 2020208105).
- (en) Nora Berend, Przemyslaw Urbanczyk et Przemislaw Wiszewski, Central Europa in the High Middle Ages. Bohemia -Hungary and Poland c.900-c.1300, Cambridge, Cambridge University Press, 2013, 546 p. (ISBN 978-0-521-78695-9), p. 84-85,93-94,96,99,343.